# Robert A. Underwood

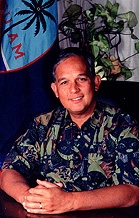
Robert A. Underwood

Robert Anacletus Underwood (* 13. Juli 1948 in Tamuning, Guam) ist ein US-amerikanischer Politiker (Demokratische Partei) und ehemaliger Delegierter Guams im Repräsentantenhaus der Vereinigten Staaten.

## Leben
Underwood besuchte die John F. Kennedy High School in Tamuning. Nach seinem Schulabschluss 1965 studierte er an der California State University, Los Angeles und erhielt dort 1969 seinen Bachelor of Arts (B.A.), sowie 1971 seinen Master of Arts (M.A.). Underwood unterrichtete nun in verschiedenen Positionen von 1976 bis 1983 an der University of Guam in Mangilao. 1987 promovierte er an der University of Southern California und erhielt seinen Doctor of Education. Von 1988 bis 1992 wurde er erneut an der University of Guam tätig.
Im Jahr 1992 wurde er als Demokrat in den Kongress gewählt und vertrat dort Guam vom 3. Januar 1993 bis zum 3. Januar 2003 als Delegierter im Repräsentantenhaus. Bei den Wahlen 2002 zum 108. Kongress verzichtete Underwood auf eine erneute Kandidatur. Stattdessen kandidierte er, wenn auch erfolglos, für das Amt des Gouverneurs von Guam. Von 2008 bis 2018 war er der 10. Präsident der University of Guam.